# Адам Вортон
А́дам Джеймс Во́ртон (англ. Adam James Wharton; нар. 6 лютого 2004, Блекберн) — англійський футболіст, півзахисник клубу «Крістал Пелес» і збірної Англії.

## Клубна кар'єра

### «Блекберн Роверз»
Вихованець футбольної академії клубу «Блекберн Роверз», в якій почав займатися з 6 років. У травні 2022 року підписав свій перший професіональний контракт. 10 серпня 2022 року дебютував за основний склад «Блекберна» в матчі першого раунду Кубка Англійської футбольної ліги проти «Гартлпул Юнайтед». 27 серпня 2022 року дебютував в Чемпіоншипі в матчі проти «Сток Сіті». 22 жовтня 2022 року забив свій перший гол за клуб в матчі проти «Бірмінгем Сіті». Був визнаний найкращим молодим гравцем сезону 2022–23 в «Блекберн Роверз».

### «Крістал Пелес»
1 лютого 2024 року перейшов в «Крістал Пелес», уклавши контракт до 2029 року. Сума трансферу становила 18 млн фунтів, однак може досягати 22 млн фунтів з урахуванням бонусів. 3 лютого дебютував за «Крістал Пелес» в Прем'єр-лізі, вийшовши на заміну травмованому Марку Гехі в матчі проти «Брайтон енд Гоув Альбіон».
У жовтні 2024 року ввійшов у список 25-ти фіналістів на звання «Golden Boy» 2024 року. В сезоні 2024–25 допоміг команді здобути перший в історії Кубок Англії.
10 серпня 2025 року разом з «Пелас» став володарем Суперкубка Англії, в матчі за який його команда в серії післяматчевих пенальті перемогла «Ліверпуль».

## Кар'єра в збірній
Виступав за збірні Англії до 19, до 20 і до 21 року.
21 травня 2024 року вперше викликаний до збірної Англії головним тренером Гаретом Саутгейтом і включений до попередньої заявки для участі в матчах фінальної частини чемпіонату Європи 2024 у Німеччині. 3 червня 2024 року дебютував за збірну Англії, вийшовши на заміну Кірану Тріпп'єру в томариському матчі проти збірної Боснії і Герцеговини. 6 червня включений до остаточної заявки збірної Англії. На турнірі не зіграв жодного матчу, а англійці здобули срібні нагороди, поступившись у фінальному матчі іспанцям.

## Особисте життя
Його старший брат, Скотт, також професіональний футболіст, який виступає за «Блекберн Роверз».

## Статистика виступів

### Клубна статистика
Станом на 17 серпня 2025 
| Клуб              | Сезон             | Чемпіонат         | Чемпіонат | Чемпіонат | Кубок | Кубок | Кубок ліги | Кубок ліги | Інші  | Інші | Всього | Всього |
| Клуб              | Сезон             | Дивізіон          | Матчі     | Голи      | Матчі | Голи  | Матчі      | Голи       | Матчі | Голи | Матчі  | Голи   |
| ----------------- | ----------------- | ----------------- | --------- | --------- | ----- | ----- | ---------- | ---------- | ----- | ---- | ------ | ------ |
| Блекберн Роверз   | 2022–23           | Чемпіоншип        | 18        | 2         | 0     | 0     | 4          | 0          | —     | —    | 22     | 2      |
| Блекберн Роверз   | 2023–24           | Чемпіоншип        | 26        | 2         | 1     | 0     | 2          | 0          | —     | —    | 29     | 2      |
| Блекберн Роверз   | Всього            | Всього            | 44        | 4         | 1     | 0     | 6          | 0          | 0     | 0    | 51     | 4      |
| Крістал Пелес     | 2023–24           | Прем'єр-ліга      | 16        | 0         | —     | —     | —          | —          | —     | —    | 16     | 0      |
| Крістал Пелес     | 2024–25           | Прем'єр-ліга      | 20        | 0         | 5     | 0     | 2          | 0          | 0     | 0    | 27     | 0      |
| Крістал Пелес     | 2025–26           | Прем'єр-ліга      | 1         | 0         | 0     | 0     | 0          | 0          | 1     | 0    | 2      | 0      |
| Крістал Пелес     | Всього            | Всього            | 37        | 0         | 5     | 0     | 2          | 0          | 1     | 0    | 45     | 0      |
| Всього за кар'єру | Всього за кар'єру | Всього за кар'єру | 81        | 4         | 6     | 0     | 8          | 0          | 1     | 0    | 96     | 4      |

1. ↑  Матчі в Суперкубку Англії

### Міжнародна статистика
Станом на 3 червня 2024 
| Збірна            | Сезон             | Товариські | Товариські | Офіційні | Офіційні | Всього | Всього |
| Збірна            | Сезон             | Матчі      | Голи       | Матчі    | Голи     | Матчі  | Голи   |
| ----------------- | ----------------- | ---------- | ---------- | -------- | -------- | ------ | ------ |
| Англія            |                   |            |            |          |          |        |        |
| 2024              | 1                 | 0          | 0          | 0        | 1        | 0      |        |
| Всього за кар'єру | Всього за кар'єру | 1          | 0          | 0        | 0        | 1      | 0      |

### Матчі за збірну
Станом на 3 червня 2024 
| Матчі Адама Вортона за збірну Англії | Матчі Адама Вортона за збірну Англії | Матчі Адама Вортона за збірну Англії | Матчі Адама Вортона за збірну Англії | Матчі Адама Вортона за збірну Англії | Матчі Адама Вортона за збірну Англії | Матчі Адама Вортона за збірну Англії | Матчі Адама Вортона за збірну Англії |
| №                                    | Дата                                 | Суперник                             | Рахунок                              | Голи                                 | Картки                               | Хвилини                              | Змагання                             |
| ------------------------------------ | ------------------------------------ | ------------------------------------ | ------------------------------------ | ------------------------------------ | ------------------------------------ | ------------------------------------ | ------------------------------------ |
| 1                                    | 3 червня 2024                        | Боснія і Герцеговина                 | 3–0                                  |                                      |                                      | 28'                                  | Товариський матч                     |

Всього: 1 матч / 0 голів; 1 перемога, 0 нічиїх, 0 поразок.

## Досягнення
«Крістал Пелес»
- Володар Кубка Англії: 2024–25[27]
- Володар Суперкубка Англії: 2025[28]

Збірна Англії
- Срібний призер чемпіонату Європи: 2024[29]